# Vriesea cylindrica
Vriesea cylindrica är en gräsväxtart som beskrevs av Lyman Bradford Smith. Vriesea cylindrica ingår i släktet Vriesea och familjen Bromeliaceae. Inga underarter finns listade i Catalogue of Life.